# Boleslaus (Beuthen-Cosel)
Boleslaus von Beuthen und Cosel (auch Boleslaw von Beuthen und Cosel; polnisch Bolesław bytomski; tschechisch Boleslav Bytomsko-Koselský; * um 1330; † 1354/1355) war Herzog von Beuthen und Cosel. Er entstammte dem Beuthener Zweig der Schlesischen Piasten.

## Leben
Seine Eltern waren Herzog Wladislaus von Beuthen und dessen zweite Frau Lukardis/Luitgard, Tochter des Herzogs Pribislaw II. von Parchim-Richenberg. 1347 vermählte sich Boleslaus mit der mährischen Adligen Margareta von Sternberg († 1365). Der Ehe entstammten die Töchter
- Elisabeth († nach 1373); ⚭ (1360/1363) den Herzog Primislaus I. von Teschen
- Euphemia (* um 1350/1352; † 1411); ⚭ I: (1364) Herzog Wenzel von Falkenberg († 1369); ⚭ II: (1369) Herzog Bolko III. von Münsterberg († 1410)
- Boleslawa/Bolka (* um 1351/1355; † um 1427/1428), Äbtissin von Trebnitz

Nachdem Boleslaus älterer Stiefbruder Kasimir III., dem seit 1336/1337 das Teilherzogtum Cosel gehörte, zwischen 1342 und 1347 unverheiratet und ohne Nachkommen starb, fiel Cosel an Boleslaus. Er erbte nach dem Tod des Vaters 1352 auch das Herzogtum Beuthen und vereinte beide Teile zum Herzogtum Beuthen-Cosel.
Boleslaus nahm 1354 an dem Italienfeldzug des Kaisers Karl IV. teil. Nach seiner Rückkehr starb Boleslaus noch vor dem 15. Dezember 1355.
Nach dem Tod Boleslaus, mit dem die Beuthener Teillinie der Schlesischen Piasten erlosch, entstand ein Erbstreit um das Beuthen-Coseler Erbe, das als erledigtes Lehen an die Krone Böhmen heimgefallen war. Der Teschener Herzog Primislaus heiratete nach Boleslaus' Tod 1360 dessen Tochter Elisabeth und übernahm die Vormundschaft für die Töchter Bolka und Euphemia um seine Ansprüche auf das Beuthener Erbe zu legitimieren. Der Streit, dessen Kontrahenten, die neben Primislaus, auch der Herzog von Oels, Konrad I., sowie die Herzöge Oppelns waren, wurde erst 1357 bzw. 1369 durch den böhmischen Landesherrn Karl IV. gelöst. Das Herzogtum Beuthen wurde daraufhin zwischen Primislaus und Konrad, welcher aufgrund seiner Hochzeit mit einer Cousine Boleslaus' auch das Land Cosel erhielt, geteilt. Primislaus erhielt stattdessen noch die Herzogtümer Gleiwitz und Tost.